# 선착로
선착로(Seonchak-ro)는 대한민국 경상북도 포항시 북구 대신동에서 학산동, 동빈동, 항구동을 거쳐 연결하는 도로이다.

## 노선 경로
- 삼거리 명칭 미상
  - 중앙로
- 삼거리 명칭 미상
  - 중앙로
- 삼거리 명칭 미상
  - 대신로
- 사거리 명칭 미상
  - 삼호로
- 삼거리 명칭 미상
  - 해동로